# 毛利元貞 (左衛門)
毛利 元貞（もうり もとさだ）は、安土桃山時代から江戸時代前期にかけての武士。長州藩士。小早川秀包の次男。通称は左衛門。

## 生涯
慶長2年（1597年）、小早川秀包の次男として生まれる。
慶長5年（1600年）の関ヶ原の戦いの際には父・秀包の居城である久留米城にいたが、同年10月14日に黒田如水と鍋島直茂らの攻撃を受ける。城中には家老の桂広繁と白井景俊以下わずか500の兵しか残っておらず、数日持ちこたえたものの開城勧告に応じて城を明け渡し、妹の於佐手が黒田家の人質に、桂広繁の四男・黒寿丸（後の桂包政）が鍋島家の人質とされた。元貞は母の桂姫や兄の元鎮らと共に長門国豊浦郡川棚へと移った。
この時の黒田家との縁から、後に黒田長政から仕官の誘いを受けたが断り、毛利秀就の側近として仕えるも、慶長18年（1613年）2月6日に江戸で疱瘡を患い死去。享年17。元貞には子がいなかったため、姉と毛利元景の次男（元貞の甥）・就貞が養子として跡を継ぎ、新たに500石を与えられた。